# 鬼畜眼鏡
『鬼畜眼鏡』（きちくめがね）は、Sprayから発売されたボーイズラブ系アダルトゲームである。

## 概要
2007年7月20日に初回限定版、同年10月12日に通常版がそれぞれ発売された。ジャンルは「眼鏡着脱変身アドベンチャーゲーム」。主人公が特殊な眼鏡をかけると「攻め」になり、眼鏡をかけない状態だと「受け」になる。
発表当時は『鬼畜眼鏡（仮）』と仮タイトルであったが、それでいいという要望が多く、正式タイトルとなった。
2009年3月27日にはファンディスク『鬼畜眼鏡R』（きちくめがねあーる）初回限定版、2010年2月5日には通常版がそれぞれ発売された。

## あらすじ
佐伯克哉はキクチ・マーケティングの営業8課に勤める平社員。営業先での失態によりすっかり落ち込んでしまった克哉は、同僚である本多と飲みに行った後、また飲み直そうとビールを買って公園に立ち寄る。そこにMr.Rと名乗る謎の人物が現れ、克哉に眼鏡を差し出し「これを身につければあなたの人生が大きく変わる」と言い、克哉は言われるままにその眼鏡をかける。そして、その日から彼の人生が大きく変わった。
眼鏡をかけると別人のように自信に満ち溢れ、有能に仕事がこなせるようになる克哉。だが眼鏡を外すと元の気弱な性格に戻り、眼鏡をかけている時の記憶は断片的にしか思い出せない。次第に「自分は一体何者なんだ?この眼鏡は一体何なんだ?」と疑問を持つようになる。そう、この眼鏡はかけた者の性格を『鬼畜』へと変える、恐ろしい眼鏡だったのだ。

## 登場人物
佐伯克哉（さえき かつや）声 - 平井達矢 / 幼少：大海原渉
このゲームの主人公。製薬会社MGN（メディカル・ガーデンネーチャー）の子会社である、キクチ・マーケティング営業部第8課所属の平社員。25歳。大学時代の途中まで本多と同じバレー部に所属していた。ポジションはリベロ。バレー自体は嫌いでは無いようだった（むしろリベロというポジションは気に入っているようでもあった）が、目立つことへの恐怖と自信の無さから、積極的に部活へと参加せず（サボり魔だった）本多が引っ張っていく形で部活に行っており、結局途中でやめた。
気の弱さと要領の悪さが災いし、仕事では思うように成果も上げられず失敗続きで、そんな自分に嫌気がさしていた。ある晩公園で出会ったMr.Rから手渡された眼鏡をかけた事により、人生が大きく変わる。
眼鏡着用時は、傲岸不遜かつ仕事面では、ずば抜けて優秀だが、非道徳的かつ外道（ルートによってはしばしばそれが仇となって破滅したり、最悪殺される）。鬼畜眼鏡Rでは、自前の眼鏡をかけており、デザインが違う（Rからもらった眼鏡はハーフリム。自前の眼鏡はアンダーリムとなっている。）
眼鏡非着用時は、自己評価は非常に低いが、潜在的には高い能力を持っている。端整な外見。
眼鏡着用時の克哉は「眼鏡」、眼鏡非着用時の克哉は「ノーマル」と表記され区別されている。
御堂孝典（みどう たかのり）声 - 浅野要二
32歳。異例の早さで部長にまで出世した完璧主義のエリートであり、美容飲料「プロトファイバー」販売のプロジェクトマネージャー。製薬会社MGNの商品開発部所属。物語冒頭で、新商品「プロトファイバー」の営業を8課に任せてほしいと訪ねてきた本多と主人公の訴えを一蹴し、2人を追い払おうとするが主人公がおもむろに眼鏡を装着したところから事態が一変。眼鏡をかけた主人公の、的確で自信に溢れた説得に気圧された形になり、不本意ながら8課にその仕事を任せる。
プライドは非常に高い。ツンデレであり、主人公に次いで、人気の高いキャラクターである。眼鏡をかけた克哉のライバル的存在。
眼鏡着用と非着用の、両方の主人公で攻略ができる。
本多憲二（ほんだ けんじ）声 - 犬野忠輔
キクチ・マーケティング営業部第8課所属の会社員。主人公の同期かつ大学時代の友人。25歳。裏表の無い性格で、明るく豪快な8課のムードメーカー。リストラ候補の集まりと言われる8課の汚名を返上するべく、仕事に精力的に取り組んでいる。熱血漢。大学時代はバレーボール部主将。将来を嘱望される身だったが、ある事件がきっかけでその道を絶たれた。現在は草バレーをやっている。かなり以前から主人公の潜在能力に気づいていた。主人公とは気の置けない友人同士であり、物事を後ろ向きに捉えがちな主人公を積極的にフォローしてきた。彼のルートでは、そのフォローを疎ましく思った主人公との間で、激しい諍いが起きる。
眼鏡着用と非着用の、両方の主人公で攻略ができる。
片桐稔（かたぎり みのる）声 - 床魔乱夢崇矢
非常にゆったりとした口調が特徴の、キクチ・マーケティング営業部第8課課長。43歳。以前は家庭を持っており、息子が1人いたのだが、その子を交通事故で亡くした後に、離婚した。現在は広い一軒家の中でペットのオカメインコである、もんてん丸（オス）と静御前（メス）と共に、一人と二羽で静かな生活を送っている。物腰は柔らかく温厚で、いつも「好きでやっている事だから」と言っては、部下にまでお茶を淹れてくれる。上司から愚痴や嫌味を言われても嫌な顔一つしないが、あくまでも我慢しているだけ。彼のルートでは、眼鏡をかけた主人公によって散々な目に遭うのだが、次第にそれに順応していく。深い孤独を抱えてきた人物である。健気で涙もろく、主人公に付き従い、ひたむきで純情な様子はまるで乙女である。
眼鏡をかけていない主人公では攻略は出来ない。
五十嵐太一（いがらし たいち）声 - 大石けいぞう
主人公が住むマンションの近くにある「喫茶 ロイド」で出会った、アルバイトの大学生。東慶大学工学部所属。21歳。若者らしい口調や態度で気軽に話しかけてくるので、すぐ主人公と仲良くなり、お互いのアパートに行き来する仲になる。音楽が好きでよくギターを持ち歩いている。基本はソロでやっているが、ライブのヘルプに出たりもしていて、将来はプロになりたいと考えている。主人公とは音楽の趣味が合う。人懐こくて屈託がなく、主人公を見つけると嬉しそうに駆け寄ってくる姿は尻尾を振る大型犬のようである。一見ごく普通の大学生なのだが、実はウイルスを仕込み個人情報を抜き出すアングラサイトを運営している。彼の実家にはある「事情」があり、サイトはその実家のために運営していたものだった。
眼鏡をかけた主人公では攻略は出来ない。
須原秋紀（すはら あき）声 - 大海原渉
主人公が初めて眼鏡をかけた晩に出会い、そのまま一夜を共にした少年。有名校に通っているが、学校は退屈でつまらないらしく、繁華街やクラブにいる事が多い。自分の魅力に自信を持って振舞っており、気分屋で、主人公に懐いてくる様子はまるで猫。当初は主人公を誘惑しようと何かとアプローチをしていたが、次第に主人公の言い付けに従い、主人公にふさわしい存在になれるようにと努力する。
眼鏡をかけていない主人公では攻略は出来ない。
眼鏡をかけずに会いに行くと、あまりにも雰囲気が違うために同姓同名の別人だと思いこまれる。そして「克哉さんパート2さん」と呼ばれたり、眼鏡をかけた主人公に対する一途な気持ちなどを聞く事ができる。
Mr.R（ミスターアール）声 - ルネッサンス山田
このゲームの序章で、一人で公園にいた主人公に話しかけ、眼鏡を渡した謎の人物。全身黒尽くめの服装に、非常に長い金髪を三つ編みにして下ろしている。全ての言動が芝居がかっており、実際に何を考えているのかは全く分からない。基本的には物語の狂言回しであり、意味深な台詞を残して去っていく。生年月日身長不明。しかし、立ち絵や全員集合絵から190cm近い（本多より身長が高い）ことが分かる。
実は主人公が12歳の時に初めて会っている。特定のエンディングを迎えた後に登場し、柘榴をくれる事がある。CLUB Rの支配人。その正体は不明（人間でないことは確か）だったが、四コマにて『悪魔』と表現されていた。本編中でも彼は度々『悪魔』という単語を口にしていた。
彼の攻略ルートは無い。
澤村紀次（さわむら のりつぐ）声 - 空乃太陽
克哉の幼馴染であり、小学校の卒業時まで親友だと思っていた人物。クラスの全員からいじめにあっていた克哉を励まし、味方になってくれた唯一の存在だった。実はその全てのいじめの首謀者であり、ずっと克哉を欺き続け、内心では笑いものにしていた。克哉の人格を変化させた、元凶。
本編では克哉の小学生時代の回想シーンにのみ登場。
FDの眼鏡克哉ルートで正式に登場。
松浦宏明（まつうら ひろあき）声 - 仲達
克哉や本多と同じ大学出身で、かつては同じバレーボール部に所属していた。ポジションはセッター。ある事件が原因で、当時キャプテンだった本多の事を今でも深く恨んでいる。現在はキクチの取引先である、伊勢島デパートに勤務。本編では本多ルートに登場。特に克哉×本多ルートでは、かなり重要な役柄であり、立ち絵はあった。
FDではボイスがつき、本多×克哉ルートに登場。こちらでもまた別の形で重要な役割を果たしている。
本城嗣郎（ほんじょう しろう）声 - 柏木信人
元MGN社員であり、本編では御堂絡みの話題や噂の中に名前のみ登場している人物。御堂とは大学生時代からのつきあいで、MGNには同期で入社し、出世争いをするライバル関係だったらしい。御堂が彼の手柄を「不正に横取り」して、部長となった結果、競争に敗れ辞職していった「噂」が、彼が辞めた後でもMGN内に広まっている。
FDの御堂×克哉ルートで正式に登場。
藤田（ふじた）声 - 凪原薫
本編中で御堂の近況等を教えてくれる、御堂の部下。本編ではセリフのみの出演だったが、FDでは新たに立ち絵とボイスがついた。明るく爽やかな青年。
FDの克哉×御堂、御堂×克哉、本多×克哉の各ルートに登場。

## 登場アイテム
眼鏡
ゲーム序章でMr.Rから渡される、かけると能力が上がるが鬼畜になる眼鏡。3か月間は試用期間、まだ正式にもらった訳ではない。 その間に、主人公が眼鏡を持つのにふさわしいかどうかをMr.Rが判断する。主人公はこの眼鏡の着脱を選択しながら、仕事を進めたり、他キャラクターとの関係を深めていく。
プロトファイバー
MGNが開発した新商品の美容飲料。キクチ・マーケティング営業第8課が担当している。3か月以内に売上ノルマを達成できなければ、8課は全員リストラされる。 御堂は企画段階からこの商品に関わっていた。若い女性を商売対象とし、ピンク色ですっきりとしたボトルのデザイン。グレープフルーツ味。 克哉いわく「べたつかない甘さ」。
サンライズオレンジ
MGNが開発したオレンジ味の飲料で、キクチ・マーケティング営業1課が担当していた商品だが、不評だったため、担当を営業8課に回された。太一いわく「風邪シロップみたいな味」。
柘榴
特定のエンディングを迎えると、最後にMr.Rからもらうことのできる果実。もらった柘榴はEXTRAモードにあるCLUB Rから克哉に食べさせることができ、食べると現実にはありえない様々な出来事が起こる。眼鏡克哉の好きな食べ物の一つでもある。

## スタッフ
- 企画・原案：Spray
- 原画・キャラクターデザイン：みささぎ楓李
- シナリオ：TAMAMI
- 音楽：吉田勝弥、北原慎治
- イベントCG彩色：藤袴撫子、momo
- イベント背景彩色：赤峰明
- 立ちキャラ・サブCG・パブ・パッケージ彩色：鳩羽ライカ
- 背景彩色：D++
- 背景原画：ねこポン、スタジオティンクル
- キャスティング協力：田中大介（株式会社AIR AGENCY）
- 収録スタジオ：VA東京スタジオ、AZクリエイティブ
- スタジオエンジニア：どんまる
- ムービー制作：神月社（Mju:z）
- ロゴデザイン：清水香苗（CoCo. Desigh）
- パッケージデザイン：早川徹（早川デザイン事務所）
- メインスクリプト：Mel
- 演出・スクリプト・インターフェイスデザイン：Spray
- スペシャルサンクス：こうめ
- 制作・著作：Spray

## 主題歌
「under the darkness」
作詞：A.I. / 編曲：C.G mix、尾崎武士 / 歌・作曲：C.G mix（I've）

## CD

### ドラマCD
- 鬼畜眼鏡-眼鏡装着盤 2007年11月28日発売
- 鬼畜眼鏡-眼鏡非装着盤 2007年12月26日発売
- 鬼畜眼鏡-眼鏡装着盤II 2010年6月9日発売
- 鬼畜眼鏡-眼鏡非装着盤II 2010年7月14日発売
- 鬼畜眼鏡-柘榴盤 2010年8月18日発売
- 鬼畜眼鏡で“ゆく年くる年”-克哉×本多編 2010年12月29日発売
- 鬼畜眼鏡-克哉×克哉 延長戦- 2014年1月24日発売

### 音楽CD
- 鬼畜眼鏡 O.S.T. 2007年10月18日発売
- Contrast 佐伯克哉〜鬼畜眼鏡 キャラクターソングCD〜 2008年9月17日発売（曲間にミニドラマ収録）

### 関連CD
- 鬼畜眼鏡Rサウンドトラック 2009年3月27日発売
  - 『鬼畜眼鏡R』で新たに追加されたBGMと、主題歌「under the darkness-Remix-」を収録したサントラCD。
  - 単体での販売はされておらず、同ゲームの初回限定版に特典として付属されているのみである。
- 「pray」C.G mix 2009年4月29日発売
  - 主題歌「under the darkness」の作曲と歌を手がけたC.G mixの2枚目のアルバム。「under the darkness」のセルフカバーとして、歌のみ新録されたバージョンと、「under the darkness-four piece band mix-」と題するリミックスver（『鬼畜眼鏡R』のリミックスverとは異なる）の2曲が収録されている。また、初回限定盤には、同曲のPVを収録したDVDが特典として付属している。

## 書籍
- 鬼畜眼鏡 公式ビジュアルファンブック (B's-LOG COLLECTION)  2007年11月30日発行 ISBN 978-4-7577-3876-8
- 鬼畜眼鏡 （御堂×克哉編）（B-BOY SLASH NOVELS） 2008年2月19日発行 ISBN 978-4-86263-349-1
- 鬼畜眼鏡-克哉×御堂編（スーパービーボーイコミックス） 2008年8月9日発行 ISBN 978-4-86263-446-7
- 鬼畜眼鏡R 公式ビジュアルファンブック(B's-LOG COLLECTION)  2009年10月1日発行 ISBN 978-4-04-726060-3
- 鬼畜眼鏡＋（プラス）-鬼畜眼鏡短編集- (Spray） 2009年12月29日発行
- 鬼畜眼鏡-本多×克哉編（スーパービーボーイコミックス） 2010年5月10日発行 ISBN 978-4-86263-780-2
- 鬼畜眼鏡 鬼畜克哉×御堂編（B-BOY SLASH NOVELS） 2010年5月19日発行 ISBN 978-4-86263-771-0
- 鬼畜眼鏡-御堂×克哉編（スーパービーボーイコミックス） 2011年10月8日発行 ISBN 978-4-7997-1047-0
- 鬼畜眼鏡 全カップリング網羅編 (スーパービーボーイコミックス)　2012年10月10日発行　 ISBN 978-4-7997-1207-8